# انتهاكات حقوق الإنسان في عهد ديكتاتورية ماركوس
انتهاكات حقوق الإنسان في عهد ديكتاتورية ماركوس، حيث اشتهرت دكتاتورية الرئيس الفلبيني العاشر فرديناند ماركوس في السبعينيات والثمانينيات تاريخيًا بسجلها من انتهاكات حقوق الإنسان وخاصة استهداف المعارضين السياسيين، والناشطين الطلابيين، والصحفيين، والعاملين الدينيين، والمزارعين، وغيرهم ممن قاتلوا ضد دكتاتوريته. استنادًا إلى توثيقات منظمة العفو الدولية، وفريق عمل المعتقلين في الفلبين، وكيانات مراقبة حقوق الإنسان المماثلة، يعتقد المؤرخون أن دكتاتورية ماركوس تميزت بـ 3257 عملية قتل خارج نطاق القضاء و35000 حالة تعذيب موثقة، و737 اختفاء، و70000 حالة سجن.
من بين 3257 ضحية قتل، تعرض حوالي 2520 منهم للتعذيب والتشويه قبل إلقاء جثثهم في أماكن مختلفة ليكتشفها الجمهور، وهو تكتيك كان يهدف إلى بث الخوف بين الجمهور، والذي أصبح يُعرف باسم "الإنقاذ". كما تعرض بعض الضحايا أيضًا لأكل لحوم البشر.

## الاعتقال السياسي
بدأ تطبيق الأحكام العرفية في سبتمبر 1972 بموجة من الاعتقالات استهدفت كل من عارض ماركوس. وشمل ذلك الطلاب والسياسيين المعارضين والصحفيين والأكاديميين وحتى العاملين في المجال الديني، فضلاً عن الناشطين المعروفين. قد أُطلق على الذين أُلقي القبض عليهم اسم المعتقلين السياسيين، وليس السجناء السياسيين، حيث كانت التعريفات الفنية للمصطلح السابق غامضة بما يكفي لتمكين إدارة ماركوس من الاستمرار في احتجازهم دون توجيه اتهامات إليهم.

#### الاعتقالات بدون مذكرة
قد تم مداهمة الضحايا واعتقالهم في منازلهم دون أوامر قبض، واحتجازهم بشكل غير قانوني دون توجيه اتهامات إليهم أو معلومات واضحة عن حالة قضيتهم.لم تخضع أوامر الاعتقال والتفتيش والضبط لعملية البيروقراطية المعتادة، وكانت في بعض الأحيان مجرد قوائم بأشخاص يجب القبض عليهم. بسبب عدم وجود تحقيق مسبق، كان من الممكن للعسكريين إدراج أسماء في قائمة الأشخاص الذين سيتم اعتقالهم.

## التعذيب
لقد كان التعذيب بمثابة أداة في حكم الأحكام العرفية. شارك ضباط شباب، بعضهم تخرج حديثًا من الأكاديمية العسكرية، في تعذيب المعارضين السياسيين المشتبه في أنهم شيوعيون. يُزعم أن اثنين من كبار الجلادين، العقيد رولاندو أباديلا والملازم رودولفو أغوينالدو، تلقوا تدريبًا على يد عملاء وكالة المخابرات المركزية في الولايات المتحدة. تنوعت أساليب التعذيب ما بين الجسدية والنفسية والجنسية، وكان الكثير منها يهدف إلى إهانة الضحية. وحتى المعارضين من كبار المسؤولين الحكوميين، مثل السيناتور نينوي أكينو والسيناتور رامون ميترا، تعرضوا للاعتقال والتعذيب في الحبس الانفرادي. قد استخدم الجيش أساليب التعذيب لتهديد المعتقلين واستجوابهم أو حتى إيذائهم، حيث تم إطلاق سراح معظمهم دون توجيه أي اتهام إليهم. قد ظهرت على العديد من الجثث المنقذة التي ألقيت أمام الجمهور علامات تعذيب شديدة، مما أثار الخوف بشأن ما قد يحدث لأولئك الذين يعارضون نظام ماركوس.

## جرائم قتل بارزة
- الأب زاكارياس أغاتيب، كان الأب أغاتيب طالبًا في معهد لاهوتي في شمال لوزون. عمل كقسيس لاتحاد المزارعين الأحرار، وساعد في تنظيم التعاونيات، ورفع الوعي بشأن إصلاح الأراضي، وشن حملة من أجل خفض إيجار الأراضي. تبنى قضية المزارعين وبدأ في دعم النضال ضد النظام الدكتاتوري. ألقي القبض عليه بتهمة التخريب والحيازة غير القانونية للأسلحة النارية، وأُطلق سراحه لاحقًا بسبب زيارة البابا يوحنا بولس الثاني. في عام 1982، قُتل زاعمًا أنه توفي أثناء مواجهة مع جنود الشرطة.[15]
- السناتور نينوي أكينو، في 21 أغسطس 1983، اغتيل أكينو على مدرج مطار مانيلا الدولي.[16]
- لورينا باروس، أسست "لوري" باروس منظمة ماكيباكا النسائية وأصبحت أول رئيسة لها. كانت باروس معلمة جامعية تنشر الشعر والمقالات، وانخرطت لاحقًا في النشاط السياسي بعد التعرض للمشاكل في المناطق الريفية. كانت واحدة من 63 من قادة الطلاب الذين اتُهموا بالتخريب. تم القبض عليها، وتمكنت من الفرار بعد عام. في عام 1976، أصيبت في مواجهة مسلحة مع جنود الشرطة. ووعدوا بعلاج طبي إذا تعاونت معهم، لكنها رفضت. تم إطلاق النار عليها في مؤخرة رقبتها في سن 28 عامًا.[17]
- قائد جيش الشعب الجديد أليكس بونكاياو، كان بونكاياو مسؤولاً في الحزب الشيوعي الفلبيني وجيش الشعب الجديد.[18]
- ماكلي-ينج دولاج، هو زعيم قبيلة بوتبوت في مقاطعة كالينجا، وهو معروف بزعامة المعارضة ضد مشروع سد نهر تشيكو. كان المشروع ليدمر الأراضي الأجدادية ويشرّد الآلاف من السكان الأصليين. نظم دولاج مجالس السلام لتحفيز الحوار،[2] ولكن بعد إعلان الأحكام العرفية، سُجن لمدة شهرين بتهمة "التخريب". بعد إطلاق سراحه، واصل تنظيم قبيلتي كالينجا وبونتوكس في معارضتهما للمشروع. اغتيل على يد القوات العسكرية في أبريل 1980.[19][20]
- الدكتور خوان إسكاندور، كان الدكتور إسكاندور متخصصًا في علاج السرطان وكان عضوًا مؤسسًا في حركة الطلاب كاباتانج ماكابايان. اختفى أثناء الأحكام العرفية. وأعلن التشريح الرسمي أنه توفي متأثرًا بجراح ناجمة عن طلقات نارية، لكن جسده أظهر علامات تعذيب شديد.[15]
- الأب توليو فافالي، كان كاهنًا إيطاليًا يبشر في مينداناو عندما قُتل على يد الإخوة مانرو وشركائهم، الذين اشتهروا بجرائم القتل كأعضاء في وحدات شبه عسكرية. أحرق الإخوة دراجته النارية، ثم أطلقوا النار على الكاهن على رأسه مرارًا وتكرارًا، مما تسبب في تشقق جمجمته. ثم انتشلوا دماغه لعرضه على الشهود المذعورين.[21]
- ريستيتا فرنانديز، كانت فرنانديز عاملة اجتماعية في المناطق الفقيرة في كافيتي وتوندو. أثناء الأحكام العرفية، أصبحت منظمة شبابية سرية في إيزابيلا. ألقي القبض عليها في عام 1980 بتهمة التمرد والعصيان والتخريب، وقضت عامين في السجن. عندما تم إطلاق سراحها، عادت إلى التزامها السياسي في العمل السري، حتى قُتلت على يد جنود الشرطة في بينجويت. تم قطع رأسها وعرضها على عمود ليراه الجمهور.[15]
- زويلو فرانسيسكو، في أغسطس 1979، ألقي القبض على فرانسيسكو في برجي. دونا أنيسيتا، بامبوجان، شمال سامار. تم قطع رأسه من قبل عناصر من الكتيبة 60 للشرطة، وتم شق بطنه.[20]
- ليليوسا هيلاو، كانت ناشطة طلابية تبلغ من العمر 21 عامًا عندما اعتقلت وعذبت حتى الموت في عام 1973. كانت أول معتقلة تُقتل أثناء الأحكام العرفية.[22]
- أنطونيو "تونيهيل" هيلاريو.، كان طالب هندسة في جامعة الفلبين وبدأ مجموعات نقاش تحت قيادة فيلق UP الوطني. قام بالعديد من الرحلات الريفية كجزء من برنامج التعلم من الجماهير للمجموعة. أثناء عاصفة الربع الأول، أصيب بجروح بالغة لكن التجربة شجعته على مواصلة القتال من أجل قناعاته. كان عضوًا مؤسسًا في مجموعة شبابية انتقلت إلى طليعة الحركة الطلابية. في عام 1971، اتُهم بالتخريب مع نشطاء طلاب آخرين. في العام التالي عمل مع الحركة السرية لتنظيم المجتمعات في مانيلا وفي وقت لاحق في جزيرة باناي. وبعد عامين، قُتل أثناء اجتماع في قرية نائية في أكلان ويقول آخرون إنه دُفن حيًا.
- إيفيليو خافيير، كان محاميًا وحاكمًا إقليميًا في أنتيك وهو صديق مقرب وداعم للرئيسة كورازون أكينو. قُتل بالرصاص بالقرب من مبنى الكابيتول الجديد.
- إدغار جوبسون، كان "إدجوب" خريج جامعة أتينيو دي مانيلا وناشطًا في مجال حقوق العمال. اعتُقل وتعرض للتعذيب في عام 1979 حتى تمكن من الفرار والاختباء. عثر عليه رجال الجيش لاحقًا وسعوا إلى احتجازه، لكنه أُطلِق عليه الرصاص قبل أن يتمكن من الفرار.
- إيمانويل إيمان لاكابا، كان "إيمان" كاتبًا وشاعرًا وكاتب مقالات وكاتب مسرحيات وناشطًا. قُتل على يد قوات شبه عسكرية في دافاو عام 1976.[23]
- خوسيه ب. لينجاد، كان محامياً وسياسياً من بامبانجا. في عام 1972، كان لينجاد، أحد أعضاء المعارضة السياسية ضد ماركوس، من بين الشخصيات السياسية الأولى التي تم اعتقالها وسجنها في اليوم الذي أُعلن فيه الأحكام العرفية. في صباح يوم 16 ديسمبر 1980، أطلق الرقيب روبرتو تابانرو النار على لينجاد في محطة بنزين في سان فرناندو، بامبانجا أثناء شرائه علبة سجائر.
- سيلفر نارسيسو، في يوم 10 فبراير 1979، ألقت الشرطة القبض عليه في بي جي. هيتالينجا، أرتاتشو، شرق سامار، واستجوب حول وجود متمردي جيش الشعب الجديد، وعذبه، وجرحه بسكين، وتوفي بتسع جروح وقطعت أذنيه.[6]
- سوليداد سالفادور، عملت سالفادور كعاملة أبرشية في إيلوكوس نورتي. نشأت فقيرة، وعانت بنفسها من نضالات الفلاحين من انعدام الأرض والعسكرة. انضمت إلى شبكة حرب العصابات في عام 1983 وكُلِّفت بنقل الرسائل بين مراكز المدن والقرى. قُتلت سالفادور على يد الجيش في غارة في بينجويت. تم قطع رأسها، وعرض رأسها في موقع. لم يتم العثور على جثتها أبدًا.[15]
- نويل سيرودو تييرا، كان تييرا طالبًا في جامعة الفلبين عندما انضم إلى فيلق الطلاب الوطنيين في مجلس جامعة الفلبين، تم القبض عليه من قبل الجنود في عام 1974، وقتل بالرصاص بعد شهر. كانت جثته تحمل علامات تعذيب.[15]
- نيلو فاليريو، كان الأب فاليريو كاهنًا مساعدًا في الرعية في أبرا، شمال لوزون. أثناء الأحكام العرفية، واجه السكان تهديدات مستمرة بالتشريد بسبب امتيازات التعدين الممنوحة لشريك ماركوس هيرمينيو ديسيني. في عام 1979، نظم القرويون أنفسهم للقتال من أجل حقوقهم الأصلية وسبل عيشهم. حثهم الأب فاليريو في المقام الأول على استنفاد الوسائل القانونية للتفاوض ضد الشركة القوية. اشتبه الجيش في أنه زعيم للقرويين المتمردين، مما دفعه إلى اللجوء إلى مانيلا. عاد لاحقًا إلى أبرا ومقاطعات كورديليرا المجاورة، حيث قُتل على يد الجنود. جنبًا إلى جنب مع ريستيتا فرنانديز وسوليداد سلفادور، تم قطع رأسه، وربط رأسه بأعمدة وعرض في العديد من القرى.[24][15]
- أرخميدس تراجانو، كان تراجانو يبلغ من العمر 21 عامًا عندما وقف في منتدى مفتوح في عام 1977، ووجه أسئلة إلى ابنة الرئيس ماركوس إيمي حول قدرتها على قيادة منظمة الشباب كاباتانج بارانجاي. وأكد تراجانو أنها لن تُمنح المنصب إذا لم تكن ابنة الرئيس. كما سألها عن دور والدها في انتهاكات حقوق الإنسان. وشهد شهود عيان بأن تراجانو أُخرج بالقوة من المنتدى. وعُثر لاحقًا على جثته الملطخة بالدماء في أحد شوارع مانيلا، تحمل علامات التعذيب. اعترفت إيمي ماركوس لاحقًا بمعرفتها بتعذيب تراجانو وقتله، وأدانتها محكمة منطقة هاواي.[6][25][26]
- شارك إسماعيل كيمبو جونيور "جون" كيمبو في المظاهرات الطلابية عندما كان طالبًا في مدرسة سان بيدا الثانوية. كان عمره 14 عامًا عندما انضم إلى فرع كاباتانج ماكابيان في مدرسته، وشارك في الاحتجاجات. التحق لاحقًا بجامعة الفلبين في ديليمان وشارك في العمل المجتمعي في مناطق القاطنين العشوائيين. تم القبض عليه واحتجازه لمدة 10 أيام في عام 1976، لمشاركته في احتجاج مع 5000 مستوطن غير رسمي. ذهب لاحقًا إلى المناطق الريفية تحت الأرض. أصيب برصاصة في ظهره عام 1981 في نويفا إيسيجا.[24]
- لويس مانويل ميجاريس، كان "بوييت" ميجاريس نجل بريميتيفو ميجاريس، المساعد السابق والمنشق والمبلغ عن دكتاتورية ماركوس. كما كتب الدكتاتورية الزوجية، التي كشفت عن جرائم عائلة ماركوس وشركائه. اختطف ابنه بوييت ثم انتشل فيما بعد وألقي به في مكان عام، وبدت عليه علامات التعذيب. كانت عيناه بارزتين، وصدره مثقوبًا ومطعونًا، ورأسه مهشمًا، ويديه وقدميه وأعضاؤه التناسلية مشوهة.[6]

## المجازر
فضلاً عن قتل أشخاص معينين عارضوا دكتاتورية ماركوس، قُتلت مجموعات من الأشخاص أيضاً بسبب التعبئة الجماعية ضد النظام. وعلى الرغم من رفع الأحكام العرفية في عام 1981، فقد وقعت خمس مجازر مسجلة في مختلف أنحاء الفلبين في العام نفسه وحده. بين عامي 1981 و1982، تم تسجيل 14 مذبحة، بلغ مجموع ضحاياها 134 قتيلاً.
وتشمل بعض المجازر التي ارتكبت بحق المدنيين ما يلي:
- غوينايانجان كيزون، (1 فبراير 1981) أطلقت عناصر عسكرية النار على مجموعة من مزارعي جوز الهند الذين كانوا يسيرون باتجاه ساحة غوينايانجان للاحتجاج على عملية احتيال صندوق ضريبة جوز الهند. قُتل شخصان وجُرح 27.[28]
- توديلا، ميساميس الغربية، (24 أغسطس 1981) قام أعضاء طائفة شبه عسكرية متعصبة ذات دين زائف تُدعى "صخرة المسيح" بمهاجمة منزل عائلة غومابون، وهي عائلة سوبانون، في سيتيو جيتاسون، باريو لامباسان. وقد قُتل 10 من أصل 12 شخصاً كانوا موجودين في المنزل، بينهم طفل رضيع.[29]
- لاس نافاس، (15 سبتمبر 1981) المعروفة باسم مذبحة ساجود، أمر 18 من أفراد الأمن في شركة سان خوسيه للأخشاب التابعة لخوان بونس إنريل - والذين كانوا أيضًا أعضاء في القوات الخاصة لقوة الدفاع عن الوطن المدني (CHDF) المتحالفة مع مجموعة شبه عسكرية تسمى "القيادة المفقودة" - سكان حي ساجود بمغادرة منازلهم وفتحوا النار. قُتل 45 رجلاً وامرأة وطفلاً، ولم يتبق سوى 13 من سكان حي ساجود على قيد الحياة. كما لوحظ أن غالبية الأطفال في مذبحة ساجود لقوا حتفهم مع أمهاتهم بينما ورد أن العديد من الآخرين قُتلوا بسبب عدم قدرتهم على "كبت صرخات الخوف والرعب" عندما كان أفراد القوات الخاصة - IHCDF "يسوقونهم بعيدًا لتنفيذ مذبحة".[30]
- كولاسي، أنتيك، (19 ديسمبر 1981) - حذر الجنود مجموعة تضم أكثر من 400 متظاهر من بارانجيز المرتفعات في كولاسي من المضي قدمًا في احتجاجهم ضد الضرائب المرتفعة على المنتجات الزراعية، وضد تمركز سرية من قوات الشرطة الفلبينية في منطقتهم. مع ذلك، أطلق الجنود النار بينما كان المتظاهرون على الجسر، مما أسفر عن مقتل خمسة مزارعين وإصابة العديد من الآخرين.[31]
- تالوجتوج، نويفا إيسيجا (3 يناير 1982) ألقت عناصر عسكرية القبض على 5 رجال في العشرينيات من العمر، يشتبه في أنهم من أنصار الشيوعية، في حوالي الساعة 7 مساءً. تم العثور على جثثهم في اليوم التالي.
- دومينغاغ زامبوانجا ديل سور، (12 فبراير 1982) قتل أعضاء الجماعة شبه العسكرية المسيحية المتطرفة المعروفة باسم إيلاجا 12 شخصًا، بزعم الانتقام لمقتل زعيمهم، الذي اعتقدوا أنه قُتل على يد جيش الشعب الجديد.[29]
- هينونانغان، جنوب ليتي. (23 مارس 1982) قتلت عناصر من سرية الشرطة الفلبينية رقم 357 8 أشخاص في حي ماسايمون. كان 6 من الضحايا الثمانية تتراوح أعمارهم بين 3 و18 عامًا، وبالتالي كانوا قاصرين في ذلك الوقت.
- بايوج، زامبوانجا ديل سور. (25 مايو 1982) لقي 3 أشخاص مصرعهم وأصيب 8 أشخاص عندما ألقت الطائرات قنابل على برانغاي ديماليناو، انتقامًا لمقتل 23 جنديًا على يد متمردين مفترضين قبل يومين. وبعد أيام، تم القبض على رجلين آخرين من المجتمع وقتلهما. وبعد بضعة أشهر، تعرض منزل كاهن أبرشية بايوج اليسوعي للقصف بعد أن كتب رسائل يندد فيها بالتعذيب والمضايقات التي تعرض لها شعب سوبانون الأصلي من أبرشيته، والذين وصفتهم الحكومة بأنهم مؤيدون للشيوعية.
- دايت، كامارينز نورتي. (14 يونيو 1982) تُعرف باسم مذبحة دايت، حيث أطلق الجنود النار على المتظاهرين من أحياء مختلفة كانوا يسيرون للمطالبة بزيادة أسعار جوز الهند، والتنديد بـ "الانتخابات المزيفة" وكوكوفييد. لقي 4 أشخاص حتفهم على الفور، وأصيب 50 على الأقل. توفي اثنان من المصابين بجروح خطيرة بعد شهرين.
- بوليلان، بولاكان (21 يونيو 1982) - داهمت مجموعة من 24 إلى 35 عنصرًا من سرية المشاة 175 منزلًا كان يجتمع فيه منظمو الفلاحين. تم القبض على خمسة من القادة الستة ونقلهم إلى سان رافائيل، بولاكان، بينما تمكن أحدهم من الفرار. وبحلول منتصف الليل، تم عرض جثث القادة الخمسة المقبوض عليهم والمثقوبة بالرصاص أمام قاعة بلدية سان رافائيل.
- لابو، كامارينس نورتي. (23 يونيو 1982) أطلق جنود من مفرزة مابيلو التابعة للكتيبة 45 للمشاة النار على خمسة رجال، انتقامًا لمقتل أصدقاء أحد الجنود على أيدي مسلحين مجهولين.[32] جابان، نويفا إيسيجا. (12 فبراير 1982) - قام رجال يرتدون زيًا مموهًا بمهاجمة منزل باوتيستا، مما أسفر عن مقتل العائلة بأكملها المكونة من خمسة أفراد.[32]
- جابان، نويفا إيسيجا (12 فبراير 1982) هاجم رجال يرتدون زيًا عسكريًا مموهًا منزل باوتيستا، مما أسفر عن مقتل العائلة بأكملها المكونة من خمسة أفراد.
- روكساس، زامبوانجا ديل نورتي. (أبريل 1985) قبل أسبوع من مقتل الأب توليو فافالي، قُتل ثمانية أفراد من عائلة في أبرشية فافالي، بما في ذلك طفل يبلغ من العمر ثلاث سنوات. لم يتم التحقيق في المذبحة مطلقًا.
- إسكالانتي، نيجروس أوكسيدنتال (20 سبتمبر 1985) في ما يُعرف الآن بمذبحة إسكالانتي، أطلق أفراد من قوة الدفاع المدني الداخلي، النار على حشد من 5000 مزارع وطلاب وصيادين ورجال دين تجمعوا أمام ساحة المدينة للاحتجاج على الذكرى الثالثة عشرة لفرض الأحكام العرفية. وقع الحادث في اليوم الثاني من إضراب الشعب المخطط له لمدة ثلاثة أيام. حاولت عناصر قوة الدفاع المدني الداخلي، إلى جانب حوالي 50 من رجال الإطفاء وجنود قوات العمل الخاصة الإقليمية، تفريق الحشد. أطلق رجال الإطفاء خراطيم المياه على المتظاهرين من شاحنات الإطفاء، واستخدمت قوات العمل الخاصة الإقليمية الغاز المسيل للدموع، وفتحت قوة الدفاع المدني الداخلي النار ببنادق هجومية ومدفع رشاش. قُتل ما بين 20 و30 شخصًا، وأصيب 30 آخرون.[29]

## مجازر تستهدف شعب المورو
كان شعب المورو، الذي ينتمي إلى نحو 14 مجتمعاً أصلياً في مينداناو، أغلب سكانها من المسلمين، هدفاً على وجه التحديد لقوات ماركوس. لقد بدأ نظام ماركوس في قتل المئات من شعب المورو حتى قبل فرض الأحكام العرفية في عام 1972. قُتل الآلاف من مسلمي مورو أثناء حكم ماركوس، مما دفعهم إلى تشكيل جماعات متمردة وحركات انفصالية مثل جبهة تحرير مورو الوطنية وجبهة تحرير مورو الإسلامية، والتي أصبحت أكثر تطرفًا مع مرور الوقت بسبب الفظائع المرتكبة ضد المسلمين.
وفقًا لدراسة أجرتها مارجاني ساليك ماكاسالونج بعنوان "حركات التحرير في مينداناو: الأسباب الجذرية وآفاق السلام"، فإن عدد ضحايا مورو الذين قُتلوا على يد الجيش والشرطة الفلبينية والإيلاجا (طائفة إرهابية سيئة السمعة معتمدة من الحكومة ومعروفة بأكل لحوم البشر والاستيلاء على الأراضي والتي كانت أعضاء في CHDF) وصل إلى 10000 شخص.
- مذبحة جابيدا (مارس 1968) في حادثة وقعت قبل الأحكام العرفية، قُتل ما بين 11 إلى 68 شخصًا في أعقاب عملية فاشلة لزعزعة استقرار صباح، عملية مرديكا. يُستشهد بهذا الحدث باعتباره حادثًا رئيسيًا أدى إلى تشكيل حركة استقلال مينداناو، ثم جبهة تحرير مورو الوطنية وجبهة تحرير مورو الإسلامية.
- 21 مذبحة وقعت بين عامي 1970 و1971 نسبت إلى الميليشيات الموالية للحكومة مثل إيلاجا. قد أسفرت هذه المجازر عن مقتل 518 شخصًا وإصابة 184 آخرين وحرق 243 منزلًا.[33][36]
- مذبحة تاكوب في كاوسواجان، لاناو ديل نورتي (1971) تم إيقاف خمس شاحنات محملة بالناخبين المقيمين النازحين عند نقطة تفتيش عسكرية في تاكوب. وطلب من الناس أن يصطفوا في صفوف كما لو كانوا في فرقة إعدام، ثم تم إعدامهم على الفور تحت نيران رجال مسلحين. انتشرت العشرات من الجثث في جميع أنحاء طريق القرية بعد الحادث.[37]
- مذبحة مانيلي (يونيو 1971) قُتل 70-79 شخصًا داخل مسجد، بما في ذلك النساء والأطفال؛ ويُشتبه في أن الجناة أعضاء في إيلاجا والشرطة الفلبينية.[33]
- حرق جولو (7-8 فبراير 1974 ) تسبب القصف البري والبحري والجوي الذي شنته القوات المسلحة الفلبينية في اندلاع حرائق ودمار في مدينة جولو التجارية المركزية، مما أسفر عن مقتل أكثر من 1000 شخص وربما ما يصل إلى 20 ألف مدني.[38] وصفت صحيفة الفلبين ديسباتش في عددها الصادر في أبريل 1986 هذه المذبحة بأنها " أسوأ فظاعة يتم تسجيلها خلال 16 عامًا من الصراع في مينداناو ".[39]
- مذبحة باليمبانج (سبتمبر 1974) قُتل حوالي 1500 من الذكور من شعب المورو داخل أحد المساجد؛ وتم اعتقال 3000 امرأة وطفل تتراوح أعمارهم بين 9 و60 عامًا، وتعرضت حوالي 300 امرأة للاغتصاب على يد أفراد من الشرطة الفلبينية.[33]
- مذبحة جزيرة باتا (1982) قُتل 3000 مدني من قبيلة تاوسوغ، بما في ذلك النساء والأطفال، نتيجة لشهور من القصف المدفعي العسكري الفلبيني.
- مذبحة تونغ أومابوي (1983) فتحت سفينة تابعة للبحرية النار على قارب ركاب في طريقه إلى حدث رياضي في بونغاو، تاوي تاوي، قُتل 57 راكبًا.[35]

## الوحدات العسكرية المشاركة
على الرغم من أن انتهاكات حقوق الإنسان المختلفة كانت تُنسب إلى وحدات في جميع أنحاء القوات المسلحة الفلبينية أثناء دكتاتورية ماركوس، فإن الوحدات التي أصبحت سيئة السمعة بشكل خاص لانتهاكات حقوق الإنسان المنتظمة كانت جهاز الاستخبارات التابع للقوات المسلحة الفلبينية تحت قيادة الجنرال إجناسيو باز؛ ومجموعة الاستخبارات والأمن ميتروكوم تحت قيادة العقيد رولاندو أباديلا، ووحدة أمن الشرطة الخامسة تحت قيادة الملازم ميغيل أوري. في نهاية المطاف، أصبح ضابط من وحدة الاتحاد الاجتماعي الخامس، الملازم الأول رودولفو أغوينالدو، واحدًا من أكثر جلادي نظام ماركوس شهرة.
كانت جزءًا من شرطة الفلبين تحت قيادة اللواء فيدل في راموس آنذاك، وهو قريب بعيد لماركوس. وكان كل من باز وراموس يخضعان لوزير الدفاع خوان بونس إنريل الذي كان أيضًا أحد أقارب ماركوس. بعيدًا عن انتهاكات حقوق الإنسان، قامت هذه الوحدات أيضًا بملاحقة الكيانات الإعلامية، والإدارة المؤسسية وجماعات المعارضة بالتهديد والترهيب والعنف. كما تلقت الشرطة العسكرية وقوات الأمن في فنزويلا المساعدة في هذه الأنشطة من وحدة الأمن الرئاسي ووكالة الاستخبارات والأمن الوطنية، برئاسة الجنرال فابيان فير.
كانت القوات شبه العسكرية غير النظامية المعروفة باسم قوات الدفاع عن الوطن المدنية تحت إشراف ونشر رؤساء الحكومة المحلية في الفلبين مثل حكام المقاطعات ورؤساء المدن والبلديات. أصبحت هذه القوات شبه العسكرية سيئة السمعة بسبب انتهاكاتها المختلفة لحقوق الإنسان.

## الضغوط الدولية بانتهاكات ماركوس
في نهاية المطاف، علم المجتمع الدولي بهذه الانتهاكات لحقوق الإنسان، ومارس ضغوطاً على دكتاتورية ماركوس لوضع حد لها. في عام 1975، انشق مساعد ماركوس ومسؤول الدعاية الرئيسي بريميتيفو ميجاريس عن دكتاتورية ماركوس وكشف أمام المشرعين الأمريكيين أن التعذيب كان يمارس بشكل روتيني داخل نظام ماركوس. أثار اعتراف ميجاريس انتقادات دولية، وخاصة من منظمة العفو الدولية وواشنطن. كشف أول تقرير لمنظمة العفو الدولية عن الفلبين في ديسمبر 1975 عن " التعذيب المنهجي والشديد " الذي مارسته وحدة الأمن الخامسة. قد توصلت منظمة العفو الدولية إلى أدلة مقنعة تشير إلى انتشار التعذيب بين السجناء، وهو ما أتاحه تعليق ماركوس لأمر المثول أمام القضاء وغياب الرقابة القضائية. تكشف الأدلة أنه لم يكن على علم فقط بالتعذيب والقتل الذي ارتكبته قواته العسكرية والشرطية، بل كان يتم التغاضي عنه وفي بعض الأحيان الترتيب له. قد تسبب هذا في توترات بين الولايات المتحدة والفلبين، مما دفع ماركوس إلى الاعتراف بانتهاكات حقوق الإنسان خلال فترة حكمه.
في البداية أنكر ماركوس علمه بانتهاكات حقوق الإنسان. في عام 1974، أعلن في خطاب متلفز أن لا أحد، ولكن لا أحد تعرض للتعذيب لكنه اعترف في نهاية المطاف في مؤتمر السلام العالمي من خلال القانون الذي عقد في مانيلا عام 1977 بأن " هناك، ولأسفنا الدائم، عدداً من الانتهاكات لحقوق المعتقلين".

## العدالة الانتقالية
أقر الكونجرس قانون الجمهورية رقم 10368 في عام 2013 لتوفير التعويضات والاعتراف لضحايا انتهاكات حقوق الإنسان خلال نظام ماركوس. خصصت الحكومة 10 مليارات بيزو فلبيني من ثروة ماركوس غير المشروعة لتوزيعها على ضحايا حقوق الإنسان. كما أنشأت أيضًا مجلسًا للمطالبات بانتهاكات حقوق الإنسان لتسهيل التوزيع.
كما أنشأ القانون الجمهوري رقم 10368 لجنة تذكارية لضحايا انتهاكات حقوق الإنسان "لإنشاء وترميم وحفظ وحفظ متحف تذكاري ومكتبة وأرشيف ومختصر تكريماً لضحايا انتهاكات حقوق الإنسان أثناء نظام ماركوس".

## عائلة ماركوس تنفي
نفى فرديناند ماركوس جميع الاتهامات بتورطه في أي عمليات قتل خارج نطاق القضاء، واختفاءات قسرية، واعتقالات تعسفية، والتي تم إجراؤها فيما يتعلق بانتهاكات حقوق الإنسان التي وقعت خلال فترة رئاسته. فيما يتعلق بقصص انتهاكات حقوق الإنسان، يصفها بونغ بونغ ماركوس بأنها "تصريحات أنانية من جانب السياسيين، وروايات تضخيم الذات، وإعلانات متكلفة، واستعراضات سياسية ودعاية".
كما نفت شقيقته الكبرى إيمي أن تكون عائلتها مسؤولة عن انتهاكات حقوق الإنسان التي حدثت خلال نظام عائلتها ووصفتها بأنها اتهامات سياسية. وبحسب قولها، "إذا كان المطلوب هو الاعتراف بالذنب، فلا أعتقد أن ذلك ممكن. لماذا نعترف بشيء لم نفعله؟.